# Фурменко, Иван Павлович
Иван Павлович Фурме́нко (1912—1983) — советский учёный-медик, педагог, историк медицины, общественный деятель, доктор медицинских наук (1967), профессор (1968).
Автор более 180 работ, в том числе книг: «Воронежский государственный медицинский институт» (Воронеж, 1968, 1978), «Очерки истории здравоохранения Воронежского края» (Воронеж, 1968; часть 1), «Очерки истории здравоохранения Воронежской области» (Воронеж, 1970, 1973; части 2-3).

## Биография
Родился 24 января (6 февраля) 1912 года в селе Петровское (ныне Панинский район, Воронежская область).
Окончил школу на станции Перелешино (1930), рабфак при ВГУ (1932), лечебный факультет ВГМИ (1937).
Главный врач противотуберкулезного диспансера (село Хреновое, Бобровский район, 1938—1941). Заместитель заведующего Воронежским областным отделением здравоохранения (1941). Член ВКП(б) с 1939 года. В годы Великой Отечественной войны начальник госпиталя. Майор медицинской службы. Заведующий Воронежским городским (1948—1950), областным (1950—1963) отделением здравоохранения. Заведующий кафедрой социальной гигиены и организации здравоохранения (с 1963 года), ректор (с 1963 года) ВГМИ.
Председатель Воронежского филиала Всероссийского научного общества историков медицины. Председатель областного Комитета защиты мира.
По инициативе Фурменко создан музей истории Воронежского государственного медицинского института (1975).
Умер 12 октября 1983 года. Похоронен в Воронеже на Коминтерновском кладбище.

## Награды и звания
- заслуженный врач РСФСР (1963)
- заслуженный деятель науки РСФСР (1979)
- значок «Отличнику здравоохранения» (СССР)
- орден Ленина
- два ордена Трудового Красного Знамени
- орден Красной Звезды (27.7.1945; был представлен к ордену Отечественной войны II степени)
- медали